# The Masses
The Masses, o simplemente Masses, fue una revista cultural y política editada en la ciudad estadounidense de Nueva York entre 1911 y 1917.

## Historia
The Masses fue una revista cultural y política de periodicidad mensual publicada entre 1911 y 1917, de contenido socialista y feminista.
Fue fundada por el inmigrante holandés Piet Vlag, que apenas duró un año al frente de la publicación, Max Eastman sería posteriormente editor en una segunda etapa de The Masses iniciada en 1912, menos «doctrinaria». También destacaron colaboradores como John Reed, Floyd Dell o John Sloan, entre otros muchos. Fue clausurada en 1917 por el Gobierno de los Estados Unidos en aplicación de la Ley de Espionaje. Entre las posiciones defendidas en los artículos de la revista, Oshinsky señala algunas como «el amor libre, el divorcio, el control de natalidad, la aceptación de los homosexuales y la satisfacción sexual de la mujer». Su sucesora fue la revista The Liberator.

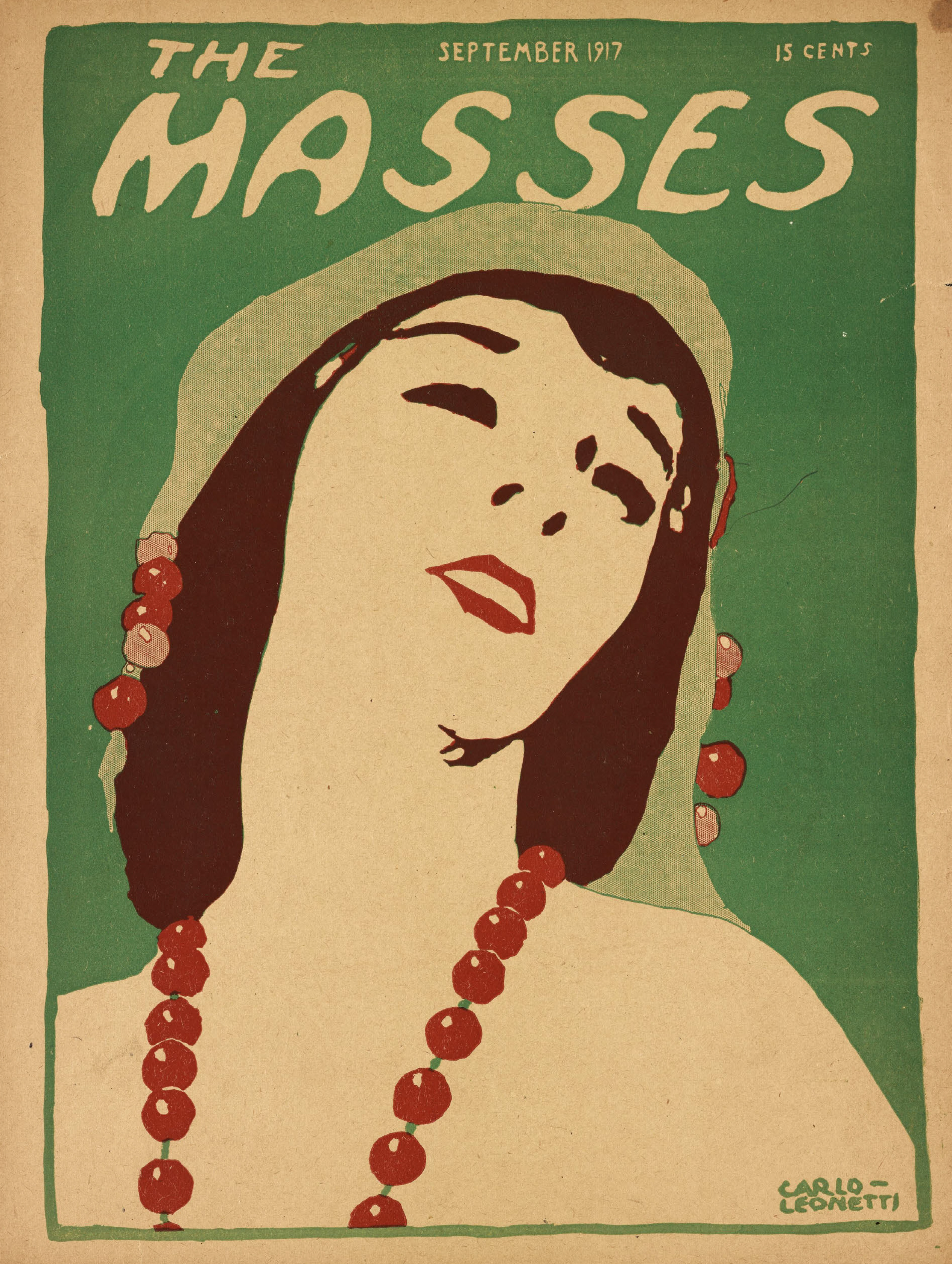
Portada del número de septiembre de 1917 de The Masses.

Sobre ella se han publicado obras como Rebels in Bohemia: The Radicals of the Masses, 1911-1917 (1982), de Leslie Fishbein, Art for the Masses: A Radical Magazine and Its Graphics, 1911-1917 (1988), de Margaret C. Jones, o Heretics and Hellraisers: Women Contributors to "The Masses", 1911-1917 (1993), de Rebecca Zurier.